# Georgetown (Delaware)
Pour les articles homonymes, voir Georgetown.
La ville de Georgetown est le siège du comté de Sussex, dans l’État du Delaware, aux États-Unis. Sa population s’élevait à 6 422 habitants lors du recensement de 2010, estimée à 7 206 habitants en 2017.

## Démographie
| Groupe            | Georgetown | Delaware | États-Unis |
| ----------------- | ---------- | -------- | ---------- |
| Blancs            | 46,6       | 68,9     | 72,4       |
| Autres            | 29,8       | 3,4      | 6,4        |
| Afro-Américains   | 14,5       | 21,4     | 12,6       |
| Amérindiens       | 4,3        | 0,5      | 0,9        |
| Métis             | 3,7        | 2,7      | 2,9        |
| Asiatiques        | 1,1        | 3,2      | 4,8        |
| Total             | 100        | 100      | 100        |
|                   |            |          |            |
| Latino-Américains | 47,8       | 8,2      | 16,7       |

Selon l’American Community Survey, pour la période 2011-2015, 55,2 % de la population âgée de plus de 5 ans déclare parler l'anglais à la maison, 43,68 % l'espagnol et 1,13 % une autre langue.
| Indicateur                             | Georgetown | États-Unis |
| -------------------------------------- | ---------- | ---------- |
| Personnes de moins de 5 ans            | 11,0 %     | 6,1 %      |
| Personnes de moins de 18 ans           | 29,2 %     | 22,6 %     |
| Personnes de plus de 65 ans            | 15,6 %     | 15,6 %     |
| Femmes                                 | 50,1 %     | 50,8 %     |
| Personnes par foyer                    | 3,05       | 2,64       |
| Vétérans                               | 4,0 %      | 8,0 %      |
| Personnes nées étrangères à l'étranger | 23,5 %     | 13,2 %     |
| Personnes sans assurance maladie       | 28,0 %     | 10,2 %     |
| Personnes avec un handicap             | 10,4 %     | 8,6 %      |
| Revenus annuels                        | 23 090 $   | 29 829 $   |
| Personnes sous le seuil de pauvreté    | 23,7 %     | 12,3 %     |
| Diplômés du lycée                      | 72,2 %     | 87,0 %     |
| Diplômés de l'université               | 12,7 %     | 30,3 %     |

| 1850 | 1860 | 1870 | 1880 | 1890  | 1900  |
| ---- | ---- | ---- | ---- | ----- | ----- |
| 777  | 553  | 710  | 895  | 1 353 | 1 658 |

| 1910  | 1920  | 1930  | 1940  | 1950  | 1960  |
| ----- | ----- | ----- | ----- | ----- | ----- |
| 1 609 | 1 710 | 1 763 | 1 820 | 1 923 | 1 765 |

| 1970  | 1980  | 1990  | 2000  | 2010  | - |
| ----- | ----- | ----- | ----- | ----- | - |
| 1 844 | 1 710 | 3 732 | 4 643 | 6 422 | - |

## Source
- (en) Cet article est partiellement ou en totalité issu de l’article de Wikipédia en anglais intitulé « Georgetown, Delaware » (voir la liste des auteurs).

1. ↑  (en) « Georgetown, DE Population - Census 2010 and 2000 », sur censusviewer.com (consulté le 17 mars 2016).
2. ↑  (en) « Population of Delaware - Census 2010 and 2000 », sur censusviewer.com (consulté le 17 mars 2016).
3. ↑  (en) « Language spoken at home by ability to speak English for the population 5 years and over », sur factfinder.census.gov (consulté le 8 avril 2017).
4. ↑  (en) « U.S. Census Bureau QuickFacts : Georgetown town, Delaware; United States », sur Census Bureau QuickFacts (consulté le 22 novembre 2023).
5. ↑  (en) « Statistiques des États-Unis - Delaware - Profils des comtés de 2010 » (consulté en juillet 2021)